# Niederasbach
Niederasbach ist ein Ortsteil von Morsbach im Oberbergischen Kreis im südlichen Nordrhein-Westfalen innerhalb des Regierungsbezirks Köln.

## Lage und Beschreibung
In ländlicher, waldreicher Umgebung liegt Niederasbach am südlichsten Zipfel des Oberbergischen Kreises. Die Städte Gummersbach (38 km), Siegen (35 km) sowie Köln (75 km) sind in wenigen Autominuten zu erreichen.
Benachbarte Ortsteile sind Schneppenhurth im Norden, Oberasbach im Osten, Überasbach im Süden und Bettingen im Westen. 

## Geschichte

### Erstnennung
1465 wurde der Ort das erste Mal urkundlich erwähnt, und zwar „Bruen und Elße van Asbach, Mettelen Kinder, gehören zu den Einwohnern, die von Berg als Eigenleute gefordert werden.“ 
Dieses gilt für ebenso für Ober und Überasbach.
Die Schreibweise der Erstnennung war Asbach.

## Freizeit

### Vereinswesen
- Dorfgemeinschaft Niederasbach